# Mościcki Klub Balonowy
Mościcki Klub Balonowy – jeden z ośrodków sportu balonowego w Polsce.

## Historia

### Okres międzywojenny
Pierwszy raz w Tarnowie balony z pasażerami wystartowały w marcu 1933 roku. 3 maja 1933 roku Eugeniusz Kwiatkowski, dyrektor Państwowej Fabryki Związków Azotowych,  wyraził zgodę na utworzenie klubu balonowego. Spotkanie założycielskie odbyło się 29 czerwca 1933 roku. Pierwszym prezesem został Leszek Krzyszkowski. Jego zastępcą został Mieczysław Jaworek, sekretarzem Marian Łańcucki, a kierownikiem lotów inż. Lech Szorc. W 1934 roku na terenie Polski istniały 4 ośrodki w których rozwijał się sport balonowy. Oprócz Krakowa, Warszawy i Legionowa (przy Wojskowych warsztatach balonowych), działał klub w Mościcach przy Państwowych Zakładach Azotowych. Otrzymany od wojska balon Warszawa o pojemności 750 m³ wyremontowały Wojskowe Warsztaty Balonowe w Jabłonnie. Po remoncie został on w Ministerstwie Komunikacji zarejestrowany jako balon Mościce i otrzymał znaki rejestracyjne SP-ALP.
Klub miał dobre warunki do rozwoju głównie dzięki wsparciu Zakładów Azotowych, które zgodziły się na sprzedaż Klubowi wodoru po kosztach, a czasem bezpłatnie. Również Dyrekcja Państwowych Wytwórni Olejów Mineralnych ,,Polmin" pozwoliła Klubowi korzystać bezpłatnie z gazu ziemnego, dostarczanego rurociągiem do pobliskich Zakładów. Klub balonowy użytkował tzw. małe błonia mieszczące się niedaleko lotniska w Mościcach, przy obecnej ulicy Kwiatkowskiego (wtedy ul. Fabrycznej). W październiku 1933 roku porucznik Pomaski odbył ponad 400 kilometrowy lot na balonie Kraków z Mościc do wsi Chorodziec koło Kowla. W 1934 roku por. Władysław Pomaski pełnił obowiązki instruktora klubu. Pod koniec 1934 roku klub zawarł umowę z Aeroklubem krakowskim zgodnie z którą członkowie jego sekcji balonowej mogli szkolić się w Mościcach. 
4 grudnia 1934 roku wieczorem wystartował z Mościc balon Toruń podejmując próbę pobicia rekordu długości lotu w linii prostej dla balonów o pojemności 2200 m³. Drużynę stanowili: kpt. Pomaski i inż. Leszek Krzyszkowski. Balon wylądował po przebyciu 1470 km, nie pobijając rekordu ustanowionego w 1932 roku przez amerykańskich zawodników T. Settle i Brushell podczas XX Pucharu Gordona Bennetta.
W 1935 roku klub wykonał 30 lotów (głównie szkolnych dla kandydatów na pilotów balonowych), przelatując 3455 km (134 godziny lotów). W 1936 roku Klub otrzymał balon " Mościce I" o pojemności 750 m³ i znaku rejestracyjnym SP-AXZ.
W 1937 roku Klub posiadał 4 balony: Mościce, Mościce I, Kraków i Mościce II. W 1937 roku członkowie klubu odbyli na nich 34 loty, przelatując 4234 km (211 godzin i 50 minut). W zawodach o puchar Gordon-Bennetta, które odbyły się w 1938 roku w Brukseli wziął udział ówczesny prezes klubu Leszek Krzyszkowski, który wraz z kapitanem Antonim Januszem na balonie Polonia zajął II miejsce.
12 marca 1938 roku Leszek Krzyszkowski wraz z Leonem Szorcem wystartowali balonem Sanok do lotu długodystansowego w kierunku południowym. Balon o pojemności 1600 m³ został wypożyczony od działającego w Sanoku Klubu Balonowego Guma. Został napełniony mieszaniną wodoru i azotu o ciężarze właściwym, odpowiadającym używanemu wówczas gazowi świetlnemu (0,598). Piloci wylądowali po 16 godzinach we wsi Kaustice, 13 kilometrów od Wiszegradu po przebyciu w linii prostej 705 km. W 1938 roku odbyto 31 lotów 234 godz.). Klub pod koniec roku miał 8 pilotów i 2 balony (1 się spalił).
Gdy w kwietniu 1939 roku zmienił się statut Aeroklubu Rzeczypospolitej i z organizacji osób fizycznych został zmieniony w związek klubów terytorialnych, Mościcki klub Balonowy stał się jego członkiem. W pierwszym walnym zgromadzeniu wziął udział inż. M. Jaworek. W maju 1939 roku członkowie Klubu inż. Szorc i inż. Łańcucki na balonie Mestwin wzięli udział w zawodach zorganizowanych przez Aeroklub Belgijski z okazji Wystawy Narodowej w Zurychu. Na 14 balonów z 7 państw zajęli 9 miejsce. 
Do 20 listopada 1938 roku członkowie Klubu wykonali 31 lotów o łącznej długości 5846 k m w czasie 234 godz. Klub do 1938 roku miał 8 pilotów z licencją, 2 balony (1 się spalił), a wyszkolił 3 pilotów. 

### Okres po II wojnie światowej
W marcu 1961 roku powstała sekcja balonowa. 2 lipca ze stadionu Unii Tarnów nowo powstała sekcja organizuje publiczny start 2 balonów: „Syreny” i „Warszawy”. Balon „Warszawa” pilotują Zbigniew Burzyński i Jan Gawęcki. jako pasażerowie polecieli: Stanisław Opałko (wówczas dyrektor Zakładów Azotowych), Stanisław Szot (sekretarz PZPR) i Franciszek Tomusiak. Syrenę pilotował Florian Musiał, a pasażerami byli Bogdan Rogalski, Stefania Szot i Kazimierz Bryg. Prezesem sekcji został wybrany Kazimierz Nikiel
W 1962 roku sekcja balonowa Aeroklubu Podkarpackiego przy Zakładach Azotowych (wtedy im. F. Dzierżyńskiego) zorganizowała 3 lipca start balonu Polonez. Wystartował on z terenu Zakładów, a pilotem był inż. Zbigniew Burzyński. W towarzystwie pracownika zakładów Józefa Woźniaka i Juliana Bojanowskiego z Instytutu Lotnictwa odbył on lot do Biecza.

### Reaktywacja działalności
W 1996 roku Krzysztof Rękas i Paweł Orłowski reaktywowali działalność klubu. 6 maja 2000 roku odbył się w kopalni soli w Wieliczce pierwszy lot podziemny balonem. Klub nie miał stałej siedziby, a sprzęt przechowywał w tarnowskim Ośrodku Sportu i Rekreacji w Mościcach. W styczniu 2021 roku klub za zgodą prezydenta Tarnowa wydzierżawił na 20 lat z 90% bonifikatą pomieszczenia dawnej remizy strażackiej przy ulicy Kolejowej. W budynku planowane jest stworzenie warsztatu, sali szkoleniowej i małego muzeum. Budynek wymaga remontu, jedno z pomieszczeń wymiany podłogi, konieczne jest przygotowanie podjazdu i budowa wiaty. 

## Krajowe zawody o puchar płk. Wańkowicza
Po raz pierwszy Mościcki Klub Balonowy zorganizował X edycję zawodów 7 i 8 maja 1938 roku. Obchodzono wtedy piątą rocznicę powstania Klubu. Pierwszy raz w historii zawodów organizował je klub cywilny (dotychczas wojskowe). Drugą nowością w organizacji zawodów było użycie do napełniania balonów zamiast tradycyjnie używanego „gazu świetlnego”, wodoru lub gazu ziemnego (metanu). W zawodach wzięło udział 12 balonów. Odprawa zawodników została zorganizowana w kasynie urzędniczym fabryki. Podczas startu balonów z boiska TS Mościce grały orkiestry: Polskiego Związku Zachodniego i wojskowa stacjonującego w Tarnowie 16 pułku piechoty. Odbył się również zlot gwiaździsty w którym udział wzięło: 29 samochodów, 17 motocykli i 5 motorowerów. 
28 maja 1939 roku Mościcki Klub Balonowy po raz drugi był gospodarzem XI Krajowych zawodów o puchar płk. Wańkowicza. Powodem przyznania organizacji imprezy było docenienie jakości poprzedniej edycji. Prezesem komitetu organizacyjnego został dyrektor Zakładów Azotowych Romuald Wowkonowicz. W zawodach wzięło udział 14 balonów. Mościcki Klub Balonowy reprezentowały 3 balony: „Mościce I” (załoga: Halina Szorcowa i por. Józef Urbaniak), „Poznań” (załoga: pp. Bronisław Kasprzak i Józef Pelc), „Mościce III” (załoga: inż. Leon Szorc). Balon „Mościce III” został warunkowo dopuszczony do udziału w zawodach ze względu na małą pojemność, która wynosiła 450 m³. W zawodach zajął ostatnie 12. miejsce po locie na odległość 10,5 km (2 balony zostały zdyskwalifikowane, ponieważ wylądowały poza granicami Polski). Pozostałe balony zajęły: „Poznań” 2. miejsce (135,1 km) i „Mościce I” –  ósme (111,6 km). W uroczystości otwarcia zawodów wziął udział wojewoda krakowski Józef Tymiński. 

## Samochodowy wyścig za balonem
Drugi samochodowy wyścig odbył się 21 maja 1934 roku. Przyznano 3 nagrody: pierwszą przechodnią dla pierwszego uczestnika bez względu na rodzaj maszyny i 2 stałe dla pierwszego automobilu i motoru. 
Wiosną klub organizował samochodowy pościg za balonem o nagrodę przechodnią klubu. III samochodowy pościg za balonem odbył się 5 maja 1935 roku. Rolę „lisa” za którym podążały samochody odegrał balon „Mościce” pilotowany przez kpt. Pomaskiego, któremu towarzyszyli: starosta tarnowski Mieczysław Lissowski i inżynier Karol Huelle. Po raz drugi zwycięzcą został dr Stefan Pawlikowski. Balon „Mościce” przewiózł pocztę balonową, którą nadano w urzędzie pocztowym w Borzęcinie.  W IV wyścigu w 1936 roku wzięło udział 25 samochodów. Balon z powodu zbyt dużego odciążenia i zbliżającej się burzy musiał wylądować po godzinie lotu. Zwycięzcą wyścigu został inż. Tertil na samochodzie Praga. Z okazji wyścigu przesyłki wysłane na adres poczty Mościce zostały przewiezione pocztą balonową i nadane w Borzęcinie. Napłynęło 2000 listów z całej Polski. Ostemplowano je pieczęciami Mościckiego Klubu Balonowego i urzędu pocztowego w Mościcach. V samochodowy pościg za balonem odbył się 9 maja 1937 roku.

## Sukcesy i porażki
- Krajowe zawody o puchar płk. Wańkowicza – balon Mościce I VIII (1936)[8], IX(1937) inż. L. Szorc i M. Gofron balon wylądował na terenie Wolnego m. Gdańska i został zdyskwalifikowany[30], z powodu zmiany kierunku wiatru załodze nie udało się dotrzeć na Hel[10].
- 16 czerwca 1938 roku załoga balonu Mościce J. Zygadło i inż. Łańcucki zajęli drugie miejsce w zawodach organizowanych przez Aeroklub Lwowski z okazji Wystawy Lotniczej we Lwowie[31].
- W 1937 i 1938 roku L. Krzyszkowski wziął udział w zawodach o Puchar Gordona Bennetta. W 1937 roku stratował na balonie Polonia II z Antonim Januszem i zajęli 2 miejsce[32]. W 1938 roku startując na balonie Warszawa II z Marianem Łańcuckim zajął 3 miejsce[33].
- W 2018 roku załoga Matusz Rękas (Mościcki Klub Balonowy) i Jacek Bogdański wygrała 62. Puchar Gordona Bennetta[34] zdobywając prawo organizacji zawodów w Polsce w 2020 roku[35].
- W 2019 roku Mateusz Rękas wygrał 35 Balonowe Mistrzostwa Polski i 28 Balonowy Puchar Leszna[36].